# Heeressportschule Wünsdorf
Die Heeressportschule Wünsdorf war eine Sportschule des deutschen Heeres. Die Gesamtanlage steht unter Denkmalschutz.

## Geschichte
Die Schule wurde zunächst als Militärturnanstalt in den Jahren 1914 bis 1916 bei Wünsdorf angelegt. Die Einrichtung wurde auch als Lehrgang für Leibesübungen betitelt. 1924 wurde die Schule in eine Heeressportschule umgewandelt. Gleichzeitig wurde offenbar die Marinesportschule in Flensburg-Mürwik eingerichtet. Die Aktivitäten der beiden Schulen erweiterten sich im Hinblick auf die erste Teilnahme einer deutschen Mannschaft seit dem Ersten Weltkrieg an den Olympischen Sommerspielen 1928. — Möglicherweise erhielt die Wünsdorfer Schule ihren neuen Namen „Heeressportschule“ aber erst am 1. November 1934. — Die Aktivitäten der beiden Schulen verstärkten sich hinsichtlich der Olympischen Sommerspiele 1936 und es wurde in Berlin-Spandau eine Luftwaffensportschule eingerichtet. Die Heeressportschule in Wünsdorf diente also in den Jahren bis 1936 zur Vorbereitung der deutschen Olympiateilnehmer. Im Frühjahr 1935 wurden an der Heeressportschule die Turner des Reichsheeres auf den im Berliner Sportpalast ausgetragenen Kunstturnwettkampf Reichsheer-Deutsche Turnerschaft vorbereitet.
Nach dem Zweiten Weltkrieg nutzte die Sowjetarmee Teile des Geländes als Haus der Offiziere. 1976 entstand dort an einer halbrunden Wand ein 36 × 12 Meter großes Kunstwerk als Geschenk der DDR an das sowjetische Militär, welches die Schlacht um den Reichstag 1945 darstellte. Die Wandbemalung ging dabei nahtlos in davor befindliche Gegenstände über. 1994 zog sich die Sowjetarmee vom Gelände zurück und überführte auch das Kunstwerk nach Russland.

## Personen
- Hugo Murero, Basketballtrainer und Sportjournalist
- Alfred Schwarzmann, Turn-Olympiasieger
- Christian Strauch, Turntrainer